# Office Sway
Pour les articles homonymes, voir Sway.
 (octobre 2022).
Si vous disposez d'ouvrages ou d'articles de référence ou si vous connaissez des sites web de qualité traitant du thème abordé ici, merci de compléter l'article en donnant les références utiles à sa vérifiabilité et en les liant à la section « Notes et références ».
Sway est une application web proposée par Microsoft Office, pour créer et partager un panneau web interactif, adaptable à tout type d'écrans. Les utilisateurs peuvent ajouter du contenu directement depuis l'application, OneDrive, certains réseaux sociaux, mais également d'autres sources web.

## Présentation
L’interface de Sway est basé sur le principe du « glisser-déposer » et a pour but de permettre à un utilisateur d'ajouter à son panneau web des contenus variés (vidéos, cartes, tweets, graphiques interactifs, graphismes et fichiers GIF, etc.) stockés dans OneDrive, Bing, YouTube, Twitter, Facebook, etc. Le formatage des différents types de fichier est automatiquement pris en charge par l'application. Elle offre également des options de remise en page automatique selon un modèle prédéfini, via le bouton remix.
Suivant le contenu publié, Sway suggère des résultats de recherche sur des images, vidéos, tweets pouvant éventuellement être introduits  dans la composition existante. Sway a également pour but de permettre une intégration web avec un simple code généré depuis l'application à insérer sur une page web pour partager ses présentations, qui s'adaptent automatiquement aux différentes tailles d’écrans (ordinateurs, tablettes, téléphones).

## Histoire de l'application
Fin 2014, la société a annoncé une version de prévisualisation de Sway en avant-première sur invitation uniquement et a annoncé que Sway n'aurait pas besoin d'un abonnement à Office 365. Une application iOS a été publiée en avant-première le 31 octobre 2014, mais a été arrêtée le 17 décembre 2018 en raison de sa faible utilisation,.